# امبر تورس
امبر تورس (انگلیسی: Ámbar Torres؛ زادهٔ ۲۱ دسامبر ۱۹۹۴) بازیکن فوتبال اهل اکوادور است.
وی همچنین در تیم ملی فوتبال Ecuador بازی کرده‌است.